# Szagonar
Szagonar – miasto w azjatyckiej części Rosji położone nad rzeką Jenisej. Miasto to jest ośrodkiem administracyjnym Kożuun uług-chiemskiego w Tuwie. Szagonar liczy około 10 956 mieszkańców (dane pochodzą z 2010 r.).

## Położenie
Szagonar jest położony w północno – środkowej części Tuwy, nad rzeką Jenisej.